# Discao Meravigliao
Discao meravigliao è il nono album dello showman italiano Renzo Arbore, inciso in studio con le canzoni della trasmissione Indietro tutta! e pubblicato il 15 febbraio 1988.

## Il disco
Anche se non presenta ottimi arrangiamenti, il disco è comunque gradevole, soprattutto per i testi ironici consueti nelle opere di Arbore. Le canzoni sono inedite, a cominciare da Cacao meravigliao (il finto "sponsor" della trasmissione), un brano a ritmo di samba che parla di quel dolce, cantato da Paola Cortellesi, mentre in Grazie dei fiori bis Renzo Arbore e Nino Frassica riprendono un po' il tema della canzone di Nilla Pizzi indicando che quelle d'oggi sono canzonette. Cocco rock è un brano veloce che lascia spazio alle "ragazze coccodè", mentre in Sì, la vita è tutt'un quiz e Vengo dopo il tiggì, rispettivamente sigla iniziale e finale della trasmissione, Arbore esalta i suddetti programmi televisivi. Canzone esagerata (c'è chi c'ha), cantata da Nino Frassica, mostra invidia per i ricchi, mentre il liscio Pirulì non d'accordo con i perdenti, infine Io faccio 'o show, già presente nell'album Prima che sia troppo tardi è cantata da Arbore, che sottolinea di star bene quando fa uno show con gli amici.

## La copertina
Nino Frassica e Renzo Arbore, con i costumi di scena, su sfondo giallo con scritta "discao meravigliao" in testa e un'enorme scritta "Indietro tutta" in basso, con una cornice di azzurro acceso. 

## Tracce

### Lato A
1. Cacao meravigliao - 4:26
2. Grazie dei fiori bis - 4:18
3. Cocco rock - 4:30
4. Sì la vita è tutt' un quiz - 3:00

### Lato B
1. Vengo dopo il Tiggì - 3:35
2. Canzone esagerata (c'è chi c'ha) - 4:00
3. Pirulì - 3:35
4. Io faccio 'o show - 3:34

- Arrangiamenti di Claudio Mattone, tranne tracce 4, 5 e 8 arrangiamenti di Gianni Mazza
- Prodotto da Giovanni Piazzi
- Testi e musiche di Claudio Mattone e Renzo Arbore